# Chiesa della Natività di Maria Vergine (Dalmine)
La chiesa della Natività di Maria conosciuta anche come Santa Maria d'Oleno è la parrocchiale di Sforzatica d'Oleno quartiere di Dalmine in provincia e diocesi di Bergamo; fa parte del vicariato di Dalmine-Stezzano. La chiesa fu la sola che don Angelo Roncalli, poi papa, resse come parroco.

## Storia
La storia della chiesa è molto antica: citata già in un documento del 909, alcuni reperti archeologici la vorrebbero edificata su un antico tempio pagano.

Nel 1260 nell'elenco delle chiese sottoposte a censo è indicato il chierico “Guillelmus Lacaronibus” della chiesa di Santa Maria d'Oleno. Ulteriormente indicata nel nota ecclesiarum, elenco voluto da Bernabò Visconti nel 1360 che indicava i benefici di tutte le chiese e i monasteri del territorio di Bergamo per poterne definire tributi e censi che dovevano essere versati alla chiesa di Roma e alla famiglia Visconti di Milano. Dai fascicoli si evince che la chiesa faceva parte della pieve di Lallio e godeva di due benefici. Anche nel sinodo di Bergamo del 1565 voluto dal vescovo Federico Corner, la chiesa di Oleno fu rappresentata risultando essere sempre inserita nel vicariato di Lallio. L'arcivescovo di Milano san Carlo Borromeo, nell'autunno del 1575 visitò le chiese e le comunità religiose del territorio bergamasco e il 17 settembre 1575 visitò la chiesa della Natività; dalla relazione si deduce che era molto dislocata e sprovvista dell'olio santo, quindi non battesimale, ma doveva appoggiarsi a quella di Sant'Andrea di Sforzatica. Vi erano le confraternite del Santissimo Sacramento, che gestiva l'altare maggiore, e della dottrina cristiana.
Nel 1595, il 26 aprile, il vescovo Giambattista Milani consacrò la chiesa alla Natività di Maria. Nella prima metà del Seicento furono costruiti la torre campanaria inserita nelle mura della chiesa, il portico sulla facciata sul lato sud e il locale della sagrestia con il coro.
Nel 1666 la chiesa fu inserita nel “Sommario delle chiese di Bergamo”, elenco redatto dal cancelliere della curia vescovile Giovanni Giacomo Marenzi. Dall'elenco si deduce che vi erano diverse congregazioni e quella dei disciplini, ed era intitolata all'Incarnazione della Gloriosissima Vergine Maria. Vi era inoltre sussidiario l'oratorio dei santi Vito e Modesto di Guzzanica.
Nel primo decennio del Settecento il capomastro Michele di Albegno inserì nella zona presbiteriale il coro a pianta quadrata, terminato poi da Antonio Maria Pirovano, e con decori a stucco di Antonio Camuzio.
La chiesa risulta essere intitolata alla Natività di Maria Santissima nella relazione della visita pastorale del vescovo Giovanni Paolo Dolfin del 1768. Aveva e diverse confraternite che gestivano ogni altare e i disciplinati della chiesa di Santa Maria Maddalena di Bergamo. Vi era inoltre sussidiaria quella della località Guzzanica, dove abitava un cappellano residente, mentre la chiesa della Natività era retta da un parroco.
Il nuovo altare dedicato alla Madonna del Carmine fu consacrato il 29 settembre 1959 dal vescovo Adriano Bernareggi che fece dono delle reliquie dei santi Alessandro di Bergamo, Adriano e papa Gregorio Magno sigillati nella nuova mensa.
Il 1962 l'edificio subì un grave crollo nella parte della facciata che fu riedificata su progetto dell'architetto Venanzio Buelli, con la sostituzione delle antiche colonne del portico ormai rovinate con quelle in trachite vicentina.
Con decreto del 27 maggio 1979 del vescovo Giulio Oggioni la chiesa fu inserita nel vicariato di Dalmine-Stezzano.

## Descrizione

### Esterno
L'edificio di culto dal classico orientamento liturgico, è preceduto dal sagrato collegato con la viabilità locale da due gradini e che corre lungo tutta la chiesa. La facciata anticipata dall'ampio porticato retto da colonnine con volta a crociera che regge la parte superiore dove vi è l'abitazione del sacrista, con cinque finestre corrispondenti ai cinque archi. Il secondo ordine è tripartito da quattro lesene coronate da capitelli d'ordine corinzio che reggono la trabeazione con fregio e il cornicione a conclusione della facciata. La parte centrale presenta una grande apertura rettangolare con contorni atta a illuminare l'aula, mentre due nicchie dove sono poste le statue di Ester e Giuditta sono poste lateralmente. La parte superiore culminante con il timpano triangolare è raccordato da due modiglioni rampanti e due vasi posti lateralmente. Sul colmo del timpano vi è la statua di un angelo che regge una croce ferrea.

### Interno
L'interno della chiesa a navata unica con volta a botte preceduta dalla bussola lignea, si compone di tre campate divise da lesene e controlesene complete di zoccolatura e capitelli terminanti con la trabeazione con fregio e cornicione, L'aula si presenta completamente stuccata e decorata. Nella prima campata a sinistra vi è il fonte battesimale inserito nella cappella a pianta semiottagonale con copertura da catino a spicchi lunettati, dove vi è una finestra che illumina la cappella. Corrispondente a destra vi è il dipinto raffigurante San Francesco Saverio. La seconda campata è dedicata alla zona penitenziale a a un ingresso laterale. Nella terza vi sono due cappelle, una dedicata alla Madonna del Carmine che ospita la statua lignea opera di Angelo Virgilio Vavassori, e dai documenti conservati nell'archivio parrocchiale risulta che questa doveva sostituire la vecchia statua della Madonna vestiva e che i disegni preparatori del Vavassori furono accettati anche dalla commissione diocesana di arte sacra e alla Madonna del Santo Rosario. La statua del Vavassori, fu realizzata nel 1939 e pagata 2200 lire, e benedetta dal vescovo di Bergamo Adriano Bernareggi il 15 ottobre del medesimo anno.
La zona presbiteriale, sopraelevata da tre gradini, è anticipata dall'arco trionfale con a fianco la cappella del Crocifisso e l'ingresso alla sacrestia e al campanile. La parte presenta arcate che reggono la cupola ottagonale completa di finestre circolari che illuminano la parte. Il coro ligneo conclude la zona absidale completo di 17 stalli.